# Pelelo
Pelelo (Pelelor) ist ein osttimoresischer Ort im Suco Lissadila (Verwaltungsamt Loes, Gemeinde Liquiçá). Das Dorf liegt im Nordosten der Aldeia Lebuhae, in einer Meereshöhe von 301 m. Es befindet sich am Westufer des Gumuloa, der zum Flusssystem des Lóis gehört. Nordwestlich liegt der Ort Esloso.